# Yermo xanthocephalus
Yermo xanthocephalus là một loài thực vật có hoa trong họ Cúc. Loài này được Dorn miêu tả khoa học đầu tiên năm 1991.